# 美国药品研究与制造商协会
美国药品研究与制造商协会(Pharmaceutical Research and Manufacturers of America)成立于1958年，是一个集中美国医药行业公司的贸易协会。 美国药品研究与制造商协会的使命是支持企业在制药和生物制药的研究中为病人研发新药物的公共政策。Steve Ubl在2015年9月成为美国药品研究与制造商协会的主席。

## 高层人物
George A. Scangos是美国药品研究与制造商协会的主席(同时是百健的首席执行官)。Joaquin Duato是下一任主席(同时是强生的主席)。Joseph Jimenez是公司的财务主管(同时是诺华的首席执行官)
以前的领导高层包括：John J. Castellani，原Business Roundtable(一个美国的宣传和游说集团)的领导人。 Billy Tauzin，一个来自路易斯安那的前共和党议员。

## 项目
SMARxT Disposal是由美国鱼类和野生动物服务、美国药剂师协会、美国药品研究与制造商协会运行的一个联合项目，该项目鼓励消费者妥善处理未使用的药物以避免对环境的危害。
该处方上援助的伙伴关系是由协会及其成员的企业与需要低成本或免费处方药的患者联系的程序。美国药品研究与制造商协会在2017年成功引起公众对于 Marathon Pharmaceuticals制药公司用于治疗某种营养不良症的非专利药价格上升的关注